# Mike Küng
Michael „Mad Mike“ Küng (* 20. November 1968 in Schruns, Vorarlberg, Österreich) ist ein österreichischer Gleitschirmpilot, der besonders  als Gleitschirm-Testpilot und in der Gleitschirmakrobatik bekannt ist.
Er ist Inhaber des Höhenflugweltrekords im Gleitschirmfliegen; am 30. April 2004 sprang er aus einer Höhe von 10.100 m mit seinem Gleitschirm von einem Heißluftballon ab. In einem Ferrari-Cabrio landete er am 25. April 2008, nachdem er aus einem in 300 Metern über dem Bodensee fliegenden Zeppelin NT abgesprungen war. Auch aus der ehemaligen Luftschiffhalle der Cargolifter AG war Küng zuvor schon abgesprungen.
Küng startete 2011 und 2012 bei den Red Bull X-Alps und belegte dabei den 25. bzw. 21 Rang.
Weitere spektakuläre Aktionen sind die Überquerung des Ärmelkanals sowie Absprünge mit dem Gleitschirm von Hubschraubern, Bergbahnen und Brücken. Am 21. Januar 2020 sprang Mike Küng in 7100 m Höhe mit einem Head Over kopfüber aus einem Heißluftballon ab und stellte damit einen weiteren Weltrekord auf.